# Campeonato Sudamericano Femenino Sub-20 de 2008
El Campeonato Sudamericano Femenino Sub-20 de 2008 es la tercera edición de este torneo, disputado en Brasil entre el 07 y el 23 de marzo de 2008, en las sedes de Porto Alegre y Bagé, entre las selecciones nacionales femeninas sub-20 de todos los países cuyas federaciones están afiliadas a la Conmebol. Además, las dos selecciones sudamericanas que obtuvieron los primeros 2 lugares consiguieron la clasificación a la Copa Mundial Femenina de Fútbol Sub-20 de 2008, a disputarse en Chile.
La Selección Sub-20 femenina de Chile participa en este torneo como preparación a la Copa del Mundo Sub-20 Femenina que se disputará el mismo año, y que los tendrá como Organizadores.

## Sedes
Para el torneo, se utilizaron los estadios de las ciudades de Porto Alegre y Bagé para la primera fase. Para el cuadrangular final, en donde se decidieron las dos selecciones clasificadas a la Copa del Mundo Sub-20, sólo se jugó en Porto Alegre.
| Ciudad       | Estadio                      | Capacidad |
| ------------ | ---------------------------- | --------- |
| Porto Alegre | Estadio Universidad Católica |           |
| Bagé         | Estadio Estela D´Alva        |           |

## Participantes
Participaron las diez selecciones nacionales de fútbol afiliadas a la Conmebol, divididas en dos grupos:
| Equipos participantes | Equipos participantes | Equipos participantes | Equipos participantes | Equipos participantes |
| --------------------- | --------------------- | --------------------- | --------------------- | --------------------- |
| Argentina             | Bolivia               | Brasil                | Chile                 | Colombia              |
| Ecuador               | Paraguay              | Perú                  | Uruguay               | Venezuela             |

## Primera fase
Los 10 equipos participantes en la primera fase se dividieron en 2 grupos de 5 equipos cada uno. Luego de una liguilla simple (a una sola rueda de partidos), pasaron a segunda ronda los equipos que ocuparon las posiciones primera y segunda de cada grupo.
En caso de empate en puntos en cualquiera de las posiciones, la clasificación se determinó siguiendo en orden los siguientes criterios:
- Diferencia de goles.
- Cantidad de goles marcados.
- El resultado del partido jugado entre los empatados.
- Por sorteo.

### Grupo A
| Equipo   | Pts | PJ | PG | PE | PP | GF | GC | Dif |
| -------- | --- | -- | -- | -- | -- | -- | -- | --- |
| Brasil   | 12  | 4  | 4  | 0  | 0  | 22 | 0  | 22  |
| Paraguay | 5   | 4  | 1  | 2  | 1  | 9  | 10 | -1  |
| Ecuador  | 4   | 4  | 1  | 1  | 2  | 6  | 10 | -4  |
| Bolivia  | 4   | 4  | 1  | 1  | 2  | 7  | 15 | -8  |
| Perú     | 3   | 4  | 1  | 0  | 3  | 5  | 14 | -9  |

| 7 de marzo de 2008 | Bolivia | 1:4 (0:1) | Perú | Universidad Católica, Porto Alegre  |                                     |
| 16:00              |         | Reporte   |      | Árbitro(s): Carolina González (CHI) | Árbitro(s): Carolina González (CHI) |

| 7 de marzo de 2008 | Ecuador | 2:2 (0:1) | Paraguay | Universidad Católica, Porto Alegre |                                  |
| 18:00              |         | Reporte   |          | Árbitro(s): Adriana Correa (COL)   | Árbitro(s): Adriana Correa (COL) |

- Libre:  Brasil.

| 9 de marzo de 2008 | Perú | 1:2 (1:1) | Ecuador | Universidad Católica, Porto Alegre |                                  |
| 16:00              |      | Reporte   |         | Árbitro(s): Estela Álvarez (ARG)   | Árbitro(s): Estela Álvarez (ARG) |

| 9 de marzo de 2008 | Brasil | 6:0 (2:0) | Bolivia | Universidad Católica, Porto Alegre |                                 |
| 18:00              |        | Reporte   |         | Árbitro(s): Yanina Mujica (VEN)    | Árbitro(s): Yanina Mujica (VEN) |

- Libre:  Paraguay.

| 11 de marzo de 2008 | Paraguay | 4:0 (4:0) | Perú | Universidad Católica, Porto Alegre  |                                     |
| 16:00               |          | Reporte   |      | Árbitro(s): Gabriela Bandeira (URU) | Árbitro(s): Gabriela Bandeira (URU) |

| 11 de marzo de 2008 | Ecuador | 0:4 (0:2) | Brasil | Universidad Católica, Porto Alegre  |                                     |
| 18:00               |         | Reporte   |        | Árbitro(s): Carolina González (CHI) | Árbitro(s): Carolina González (CHI) |

- Libre:  Bolivia.

| 13 de marzo de 2008 | Bolivia | 3:2 (1:1) | Ecuador | Universidad Católica, Porto Alegre |                                  |
| 16:00               |         | Reporte   |         | Árbitro(s): Adriana CORREA (COL)   | Árbitro(s): Adriana CORREA (COL) |

| 13 de marzo de 2008 | Brasil | 5:0 (1:0) | Paraguay | Universidad Católica, Porto Alegre |                                  |
| 18:00               |        | Reporte   |          | Árbitro(s): Estela Álvarez (ARG)   | Árbitro(s): Estela Álvarez (ARG) |

- Libre:  Perú.

| 15 de marzo de 2008 | Paraguay | 3:3 (2:0) | Bolivia | Universidad Católica, Porto Alegre  |                                     |
| 16:00               |          | Reporte   |         | Árbitro(s): Gabriela Bandeira (URU) | Árbitro(s): Gabriela Bandeira (URU) |

| 15 de marzo de 2008 | Perú | 0:7 (0:5) | Brasil | Universidad Católica, Porto Alegre |                                 |
| 18:00               |      | Reporte   |        | Árbitro(s): Yanina Mujica (VEN)    | Árbitro(s): Yanina Mujica (VEN) |

- Libre:  Ecuador.

### Grupo B
| Equipo    | Pts | PJ | PG | PE | PP | GF | GC | Dif |
| --------- | --- | -- | -- | -- | -- | -- | -- | --- |
| Argentina | 9   | 4  | 3  | 0  | 1  | 7  | 4  | 3   |
| Chile     | 7   | 4  | 2  | 1  | 1  | 9  | 4  | 5   |
| Colombia  | 7   | 4  | 2  | 1  | 1  | 7  | 5  | 2   |
| Venezuela | 3   | 4  | 0  | 3  | 1  | 5  | 6  | -1  |
| Uruguay   | 1   | 4  | 0  | 1  | 3  | 5  | 14 | -9  |

| 8 de marzo de 2008 | Colombia | 3:1 (0:1) | Uruguay | Estela D´Alva, Bagé              |                                  |
| 16:00              |          | Reporte   |         | Árbitro(s): Norma González (PAR) | Árbitro(s): Norma González (PAR) |

| 8 de marzo de 2008 | Venezuela | 1:1 (1:0) | Chile | Estela D´Alva, Bagé             |                                 |
| 18:00              |           | Reporte   |       | Árbitro(s): Juana Delgado (ECU) | Árbitro(s): Juana Delgado (ECU) |

- Libre:  Argentina.

| 10 de marzo de 2008 | Chile | 0:1 (0:1) | Colombia | Estela D´Alva, Bagé            |                                |
| 16:00               |       | Reporte   |          | Árbitro(s): Silvia Reyes (PER) | Árbitro(s): Silvia Reyes (PER) |

| 10 de marzo de 2008 | Argentina | 1:0 (1:0) | Venezuela | Estela D´Alva, Bagé              |                                  |
| 18:00               |           | Reporte   |           | Árbitro(s): Claudia Ortega (PAR) | Árbitro(s): Claudia Ortega (PAR) |

- Libre:  Uruguay.

| 12 de marzo de 2008 | Uruguay | 1:6 (0:2) | Chile | Estela D´Alva, Bagé               |                                   |
| 16:00               |         | Reporte   |       | Árbitro(s): Shirley Cornejo (BOL) | Árbitro(s): Shirley Cornejo (BOL) |

| 12 de marzo de 2008 | Colombia | 1:2 (1:1) | Argentina | Estela D´Alva, Bagé              |                                  |
| 18:00               |          | Reporte   |           | Árbitro(s): Norma González (PAR) | Árbitro(s): Norma González (PAR) |

- Libre:  Venezuela.

| 14 de marzo de 2008 | Venezuela | 2:2 (1:0) | Colombia | Estela D´Alva, Bagé            |                                |
| 18:00               |           | Reporte   |          | Árbitro(s): Silvia Reyes (PER) | Árbitro(s): Silvia Reyes (PER) |

| 14 de marzo de 2008 | Argentina | 3:1 (1:0) | Uruguay | Estela D´Alva, Bagé             |                                 |
| 20:00               |           | Reporte   |         | Árbitro(s): Juana Delgado (ECU) | Árbitro(s): Juana Delgado (ECU) |

- Libre:  Chile.

| 16 de marzo de 2008 | Uruguay | 2:2 (1:0) | Venezuela | Estela D´Alva, Bagé              |                                  |
| 18:00               |         | Reporte   |           | Árbitro(s): Claudia Ortega (PAR) | Árbitro(s): Claudia Ortega (PAR) |

| 16 de marzo de 2008 | Chile | 2:1 (1:1) | Argentina | Estela D´Alva, Bagé               |                                   |
| 20:00               |       | Reporte   |           | Árbitro(s): Shirley Cornejo (BOL) | Árbitro(s): Shirley Cornejo (BOL) |

- Libre:  Colombia.

## Segunda fase
1. Jugaron los cuatro (4) equipos clasificados en la Etapa Preliminar, con el mismo sistema de juego: todos contra todos, a una sola rueda. El campeón se definiría de la misma forma que en la primera fase, esto es:
- Diferencia de goles.
- Cantidad de goles marcados.
- El resultado del partido jugado entre los empatados.
- Por sorteo o penales (a decidirse de acuerdo a los resultados de las dos primeras fechas, para hacerse efectiva la medida en el último partido).

2. En el caso de que la Selección de Chile hubiese ocupado alguna de las dos primeras posiciones en la Etapa Final, clasificaría al Mundial Femenino Sub-20 la Selección ubicada en la tercera posición del Torneo. Esto, sin embargo, no ocurrió.

### Cuadrangular final
| Equipo    | Pts | PJ | PG | PE | PP | GF | GC | Dif |
| --------- | --- | -- | -- | -- | -- | -- | -- | --- |
| Brasil    | 9   | 3  | 3  | 0  | 0  | 8  | 0  | 8   |
| Argentina | 6   | 3  | 2  | 0  | 1  | 7  | 7  | 0   |
| Paraguay  | 3   | 3  | 1  | 0  | 2  | 6  | 8  | -2  |
| Chile     | 0   | 3  | 0  | 0  | 3  | 4  | 10 | -6  |

| 19 de marzo de 2008 | Brasil | 3:0 (2:0) | Chile | Universidad Católica, Porto Alegre  |                                     |
| 16:00               |        | Reporte   |       | Árbitro(s): Gabriela Bandeira (URU) | Árbitro(s): Gabriela Bandeira (URU) |

| 19 de marzo de 2008 | Argentina | 4:2 (2:1) | Paraguay | Universidad Católica, Porto Alegre |                                 |
| 18:00               |           | Reporte   |          | Árbitro(s): Yanina Mujica (VEN)    | Árbitro(s): Yanina Mujica (VEN) |

| 21 de marzo de 2008 | Brasil | 2:0 (2:0) | Paraguay | Universidad Católica, Porto Alegre |                                |
| 16:00               |        | Reporte   |          | Árbitro(s): Silvia Reyes (PER)     | Árbitro(s): Silvia Reyes (PER) |

| 21 de marzo de 2008 | Argentina | 3:2 (0:1) | Chile | Universidad Católica, Porto Alegre |                                 |
| 18:00               |           | Reporte   |       | Árbitro(s): Juana Delgado (ECU)    | Árbitro(s): Juana Delgado (ECU) |

| 23 de marzo de 2008 | Brasil | 3:0 (1:0) | Argentina | Universidad Católica, Porto Alegre |                                  |
| 16:00               |        | Reporte   |           | Árbitro(s): Adriana Correa (COL)   | Árbitro(s): Adriana Correa (COL) |

| 23 de marzo de 2008 | Paraguay | 4:2 (3:0) | Chile | Universidad Católica, Porto Alegre |                                   |
| 18:00               |          | Reporte   |       | Árbitro(s): Shirley Cornejo (BOL)  | Árbitro(s): Shirley Cornejo (BOL) |

## Estadísticas

### Tabla general de posiciones
A continuación se muestra la tabla general de posiciones:
| Pos. | Equipo    | Pts | PJ | PG | PE | PP | GF | GC | Dif. | Efect. |
| ---- | --------- | --- | -- | -- | -- | -- | -- | -- | ---- | ------ |
| 1    | Brasil    | 21  | 7  | 7  | 0  | 0  | 30 | 0  | 30   | 100%   |
| 2    | Argentina | 15  | 7  | 5  | 0  | 2  | 14 | 11 | 3    | 71,43% |
| 3    | Paraguay  | 8   | 7  | 2  | 2  | 3  | 15 | 18 | -3   | 38,10% |
| 4    | Chile     | 7   | 7  | 2  | 1  | 4  | 13 | 14 | -1   | 33,33% |
| 5    | Colombia  | 7   | 4  | 2  | 1  | 1  | 7  | 5  | 2    | 58,33% |
| 6    | Ecuador   | 4   | 4  | 1  | 1  | 2  | 6  | 10 | -4   | 33,33% |
| 7    | Bolivia   | 4   | 4  | 1  | 1  | 2  | 7  | 15 | -8   | 33,33% |
| 8    | Venezuela | 3   | 4  | 1  | 0  | 3  | 5  | 6  | -1   | 25,00% |
| 9    | Perú      | 3   | 4  | 1  | 0  | 3  | 5  | 14 | -9   | 25,00% |
| 10   | Uruguay   | 1   | 4  | 0  | 1  | 3  | 5  | 14 | -9   | 8,33%  |

## Clasificados aChile 2008
| Bandera de Brasil | Bandera de Argentina | Bandera de Chile     |
| Brasil            | Argentina            | Chile País anfitrión |